# 城山公園 (高山市)
城山公園（しろやまこうえん）は岐阜県高山市にある公園。
1873年（明治6年）、高山城の跡地である城山（臥牛山、巴山ともいう）を整備した公園であり、「日本の歴史公園100選」「森林浴の森100選」に選ばれている。

## 概要

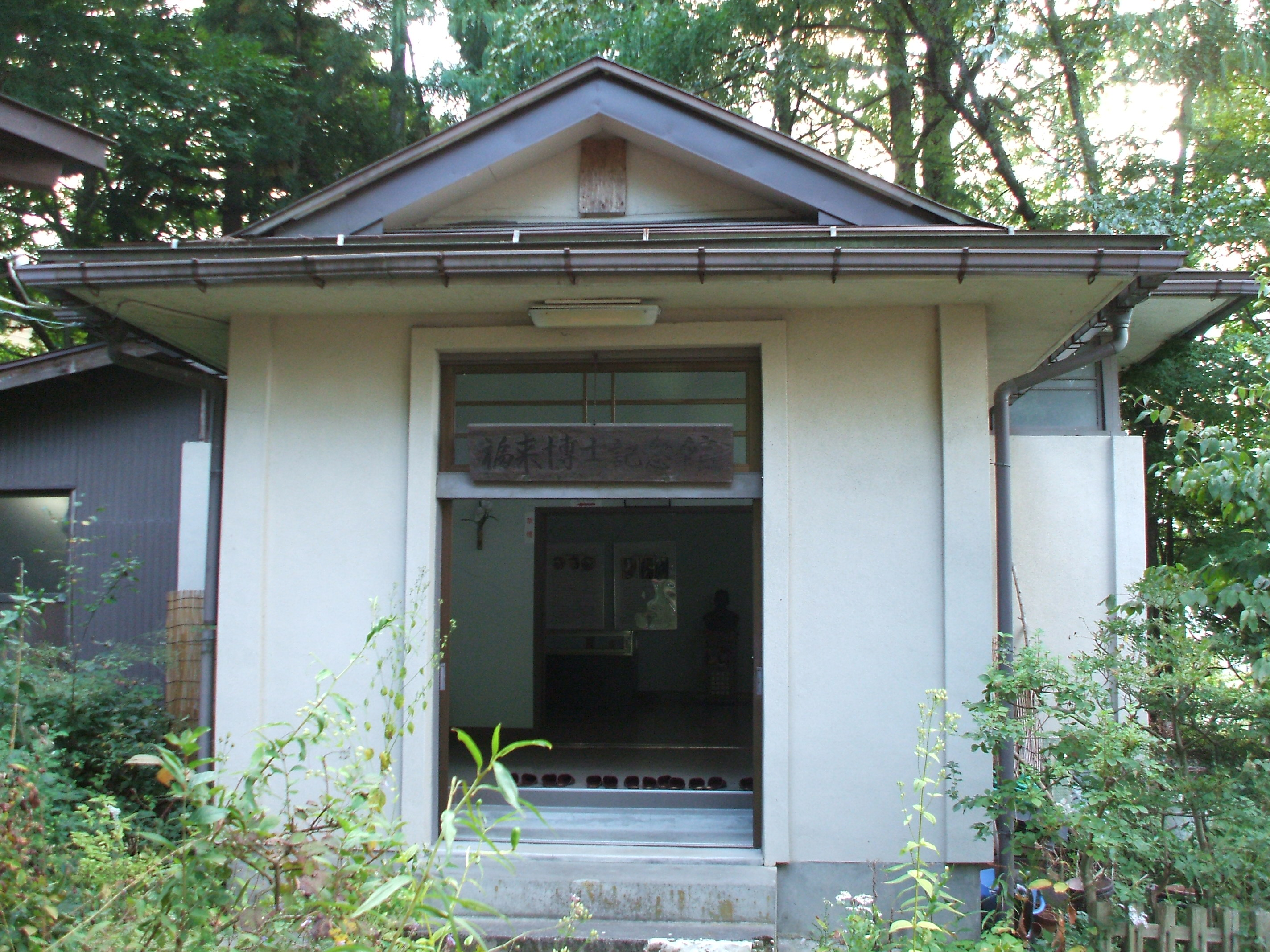
福来博士記念館

- 面積は約24.3haで、高山市内で最大の公園である。
- 広場、遊具、遊歩道などが整備されている。また、園内には約1,000本のソメイヨシノが植樹されており、市内の桜の名所である。飛騨・美濃さくら三十三選に選定されている。
- 森林が整備され緑の多い公園である。紅葉の名所であり、野鳥の観察が可能である。
- 園内には高山城の曲輪、堀、石垣、土塁などの遺構が残り、城跡は県指定史跡である。
- 園内には金森長近（高山城城主）、広瀬武夫（日露戦争の軍人）の銅像がある。

## 園内・近隣の施設
- 飛騨護国神社
- 日枝神社
- 正雲寺
- 照蓮寺（中野照蓮寺）
- 福来博士記念館　　※2010年に高山市国府町に移転し、「福来記念・山本資料館」となっている[3]。

## 住所
- 岐阜県高山市城山

## 交通
- JR高山本線高山駅より徒歩約30分